# Chikara Hanada
Chikara Hanada (født 24. november 1993) er en japansk tidligere professionel fodboldspiller.
Han har spillet for flere forskellige klubber i sin karriere, herunder Grulla Morioka.